# Нопфлер, Марк
Марк Фро́йдер Но́пфлер (англ. Mark Freuder Knopfler; 12 августа 1949, Глазго, Шотландия) — британский рок-музыкант, певец, гитарист, автор песен, один из основателей и лидер группы Dire Straits, также широко известный сольной карьерой.
Лауреат премии «Грэмми» 1986 года в номинации «Лучшее вокальное рок-исполнение дуэтом или группой» за песню «Money for Nothing».
В 2003 году занял 27 позицию в списке 100 величайших гитаристов всех времён по версии журнала Rolling Stone.

## Биография
Марк Нопфлер родился 12 августа 1949 года в семье архитектора из Венгрии Эрвина Нопфлера (1909—1993) и учительницы Луизы Мэри Нопфлер (урождённой Лэйдлер, род. 1921). Отец будущего музыканта, будучи евреем, бежал из профашистской Венгрии в 1939 году, был заядлым шахматистом и занял второе место на чемпионате Шотландии 1953 года.
В 1968 году Нопфлер познакомился со Стивом Филипсом, когда они брали интервью у местного блюз- и кантри-гитариста (также носившего имя Стив Филлипс) для The Yorkshire Post.
Оба журналиста играли на гитаре, они создали группу Duolian String Pickers duo и начали играть вместе с конца 1960-х годов.
Совместная работа оборвалась, когда в 1970 году Нопфлер отправился учиться в университет.
С 1977 по 1995 год Нопфлер был фронтменом, соло-гитаристом и вокалистом группы Dire Straits, а также автором песен.
Во время работы в Dire Straits существовали альтернативные проекты, плодотворно завершившиеся записью альбомов — The Notting Hillbillies со старыми друзьями, он также сотрудничал со своим кумиром детства Четом Эткинсом.
В 1995 году Нопфлер начал сольную карьеру. Работал со множеством артистов, включая Боба Дилана, Эрика Клэптона, Стинга, Эммилу Харрис, Чета Эткинса (альбом Neck & Neck стал самой крупной их совместной работой), а также продюсировал альбомы других музыкантов, среди которых Тина Тёрнер, Крис Ри, Боб Дилан. Написал музыку к таким фильмам, как Local Hero, Cal, The Princess Bride, Last Exit to Brooklyn, Wag the Dog и Metroland.
В 2003 году Нопфлер попал в аварию на своём 800-кубовом мотоцикле Honda в центре Лондона, в результате которой получил обширные травмы, включая перелом ключицы, сломанное плечо и семь переломов ребер. В течение 7 месяцев он был неспособен играть на гитаре, ему потребовалось более года физиотерапии, чтобы обрести необходимую подвижность. В связи с этим он отменил ряд концертов и турне в поддержку альбома The Ragpicker’s Dream (2002).
В России трижды проходили гастроли музыканта. 7 и 8 июня 2013 года были запланированы концерты в Москве и Санкт-Петербурге в рамках евротура «Privateering», но 4 апреля 2013 на сайте MarkKnopfler.com появилось сообщение об их отмене по политическим причинам. На своем сайте певец сообщил:

Учитывая преследования российскими властями правозащитных организаций, включая Amnesty International и Human Rights Watch, я с сожалением сообщаю, что вынужден отменить свои ближайшие концерты в Москве и Санкт-Петербурге.

### Личная жизнь
Марк Нопфлер был женат трижды.
Первый брак со школьной подругой Кэти Уайт распался с его переездом в Лондон в 1973 году.
Во втором браке с Лурдес Саломон (с 1983 по 1993 год) у музыканта в 1987 году родились два близнеца — Бенджамин и Джозеф.
В третьем браке с Китти Олдридж родились две дочери — Изабелла (1998) и Катя Руби Роуз (2003).
По оценкам Sunday Times, в 2018 году Нопфлер входил в сорок самых богатых британских музыкантов с состоянием порядка 75 миллионов фунтов стерлингов.

## Музыка

### Манера исполнения
Марк Нопфлер левша, но играет на «праворучной» гитаре пальцами (используя собственный вариант звукоизвлечения, сходный с игрой на банджо). Его стиль подразумевает отсутствие медиатора при игре как на акустических, так и на электрогитарах.
В интервью французскому телевидению Марк рассказал, что использует медиатор при записи в студии и для работы над ритмическими партиями.
Звук гитар Нопфлера менялся от чистого в ранние годы к «роковому» перегруженному звуку, а затем к мягкому, тёплому звуку в сольных проектах.
Журнал Classic Rock писал в 1983 году об исполнительском стиле музыканта: «Минимализм песен Нопфлера и его головокружительные гитарные соло были глотком свежего воздуха на фоне громыхающих рок-динозавров и одномерной молотилки панков конца 70-х. он бесподобен как художник и виртуоз».
Его вокал лучше всего описывается немецким термином Sprechgesang — это не совсем пение, но и не разговорная речь — интимный полуречитатив, хрипловатый, берущий за душу.

### Гитары
У музыканта внушительная коллекция гитар, включающая:
- Стратокастеры, в том числе выпуска 1954 года, названный «Jurassic Strat»
- Телекастеры
- Лес-Полы, в том числе 1958 и 1959 годов выпуска
- Pensa (сайт) (MK-1 MK-2 & MK-80)
- Винтажные Schecter
- National Style 0
- A Gibson super 400
- Ramirez Spanish Guitar

## Дискография

### Альбомы сDire Straits
- 1978 — Dire Straits
- 1979 — Communiqué
- 1980 — Making Movies
- 1982 — Love Over Gold
- 1983 — ExtendedancEPlay
- 1984 — Alchemy: Dire Straits Live (концерт)
- 1985 — Brothers in Arms
- 1988 — Money for Nothing (сборник)
- 1991 — On Every Street
- 1993 — On the Night (концерт)
- 1995 — Live At The BBC[англ.] (концерт)
- 1998 — Sultans of Swing: The Very Best of Dire Straits (сборник)
- 2005 — Brothers In Arms 20th Anniversary Edition
- 2005 — The Best of Dire Straits & Mark Knopfler: Private Investigations (сборник)

### Сольные альбомы
- 1996 — Golden Heart
- 1996 — A Night in London
- 2000 — Sailing to Philadelphia
- 2002 — The Ragpicker’s Dream
- 2004 — Shangri-La
- 2005 — One Take Radio Sessions
- 2007 — Kill to Get Crimson
- 2009 — Get Lucky
- 2012 — Privateering
- 2015 — Tracker
- 2018 — Down the Road Wherever
- 2024 — One Deep River

### Саундтреки
- 1983 — Local Hero[англ.] (к х/ф «Местный герой»)
- 1984 — Cal (к х/ф «Дневник террориста»)
- 1984 — Comfort and Joy[англ.] (к х/ф «Уют и радость»)
- 1987 — The Princess Bride (к х/ф «Принцесса-невеста»)
- 1989 — Last Exit to Brooklyn (к х/ф «Последний поворот на Бруклин»)
- 1993 — Screenplaying[англ.] (сборник)
- 1995 — Desperado (к х/ф «Отчаянный»)
- 1998 — Metroland[англ.] (к х/ф «Метроленд[англ.]»)
- 1998 — Wag the Dog (к х/ф «Плутовство»)
- 2001 — A Shot at Glory (к х/ф «Цена победы»)
- 2016 — Altamira (к х/ф «Альтамира», совместно с Эвелин Гленни)

### Другие альбомы
Со Стингом
- 1987 — …Nothing Like the Sun

С The Booze Brothers Дэйва Эдмундса
- 1973 — The Booze Brothers

С Бобом Диланом
- 1979 — Slow Train Coming
- 1983 — Infidels

С Дэвидом Нопфлером
- 1983 — Release

С Джоном Иллсли
- 1984 — Never Told a Soul
- 1988 — Glass

С Четом Аткинсом
- 1990 — Neck and Neck[англ.]

С The Notting Hillbillies
- 1990 — Missing... Presumed Having a Good Time

С Уильямом Топли
- 2005 — Sea Fever

С Эммилу Харрис
- 2006 — All the Roadrunning
- 2006 — Real Live Roadrunning

С Тиной Тернер
- 1984 — Private Dancer
- 1986 — Break Every Rule

С Гаем Флетчером
- 2008 — Inamorata

С Дзуккеро
- 2016 — Black Cat

## Награды
Лауреат ряда престижных премий. Четырёхкратный обладатель премии «Грэмми» (с Dire Straits и трижды с Четом Аткинсом), трехкратный «BRIT Awards» (с Dire Straits), а также премий «Джуно» (с Dire Straits), «Штайгер» и др.
В 1993 году Нопфлер получил звание почётного доктора музыкальных искусств Ньюкаслского университета.
В 1999 году Марк Нопфлер стал офицером ордена Британской Империи.

## Признание
В честь Нопфлера были названы астероид 28151 Markknopfler и вид динозавров Masiakasaurus knopfleri.

## В популярной культуре
Имя Нопфлера упоминается в романе «Всего хорошего, и спасибо за рыбу!» из серии романов Дугласа Адамса «Автостопом по галактике»: 
У Марка Нопфлера есть чудесный дар — заставлять гитару марки «Шектер кастом стратокастер» петь и завывать, точно ангелы в субботнюю ночь, когда они утомились всю неделю хорошо себя вести и желают крепкого пива.